# Archon (Athen)

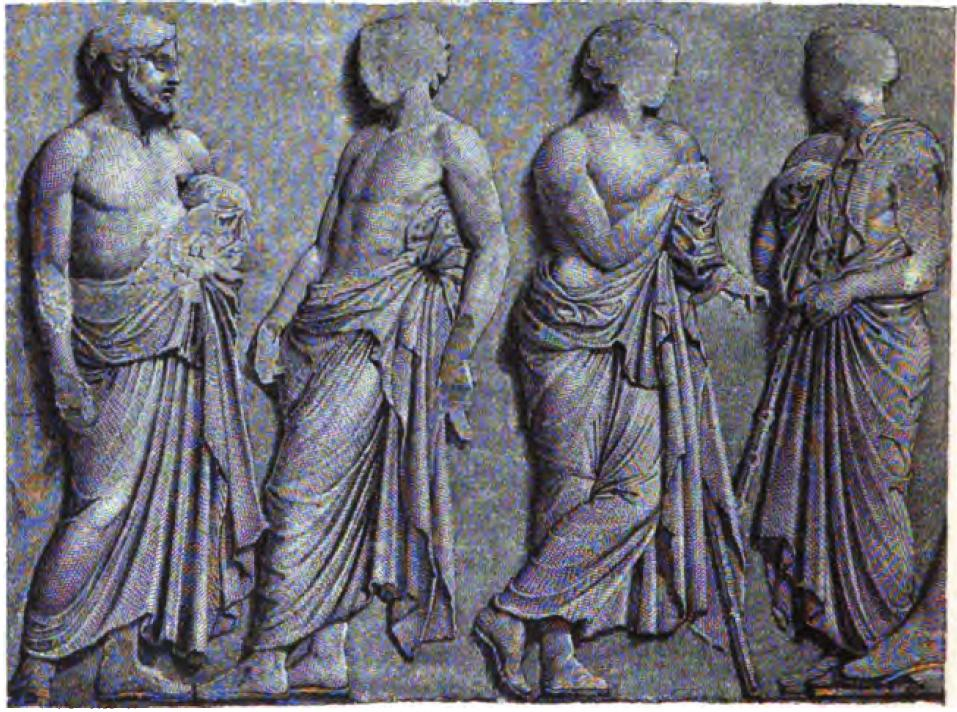
Fries des Parthenon in Athen, Ausschnitt mit Abbildung von Archonten.

Archon (griechisch ἄρχων árchōn, deutsch ‚Herrschender‘), pl. Archonten, war im antiken Athen die Bezeichnung für einen hohen Beamten. Das Amt ist auch in anderen griechischen Städten (Poleis) oder Städten mit griechischer Verwaltung – beispielsweise unter den Parthern – belegt, siehe dazu Archon (Amt). Nach heute vorherrschender Meinung entstand das Amt im 7. Jahrhundert v. Chr.

## Archonten auf Lebenszeit
Im 4. Jahrhundert glaubten die Athener, das Archontat sei bereits im 11. Jahrhundert v. Chr. entstanden: Ursprünglich sei dies der Titel des höchsten Beamten gewesen, der auf Lebenszeit gewählt wurde und der seit dem Tod von Kodros, des letzten Königs von Attika aus dem Geschlecht der Melanthiden, an der Spitze des Staates stand. Der Grund dafür, das Amt des Monarchen nicht wieder zu besetzen, lag dieser griechischen Überlieferung nach darin, dass niemand für würdig befunden wurde, Kodros auf dem Thron zu folgen, weil vor seinem Tod prophezeit worden war, dass Attika nur dann den Sieg im Krieg gegen die Peloponnesier erringen könne, wenn er im Kampf sterbe. Politisch bedeutete dies den Verlust der absoluten Befehlsgewalt des Regenten. Diese Überlieferung gilt heute als Mythos.

## Archonten mit zehnjähriger Amtszeit
Nach dem Tod des Alkmeon von Attika, des 13. Archonten auf Lebenszeit (752/1 v. Chr.), soll die Amtszeit auf zehn Jahre begrenzt worden sein. Diese Beschränkung sei ein weiterer Schritt weg von der Alleinherrschaft hin zur Demokratie gewesen. Es gab laut der späteren Tradition sieben Archonten mit zehnjähriger Amtszeit. Auch diese gelten heute als fiktiv.

## Archonten mit einjähriger Amtszeit
Im Jahr 682 v. Chr. wurde die Amtszeit, wie es heißt, auf ein Jahr herabgesetzt. Da mit diesem Jahr die athenische Archontenliste beginnt, nehmen viele Forscher an, dass das Amt damals begründet wurde. Einige sind skeptischer und glauben an einen noch späteren Zeitpunkt.
An die Stelle des einzelnen Archons trat im Laufe der Zeit ein Kollegium aus zuletzt neun Mitgliedern mit verschiedenen Zuständigkeitsbereichen, die synarchontes: Dem Archon eponymos oblag die allgemeine Leitung, nach ihm wurde außerdem das Jahr benannt. Daneben traten der Archon basileus als oberster sakraler Kultbeamter, der Archon polemarchos als oberster Feldherr sowie sechs Thesmotheten, deren Aufgabe sowohl die Setzung als auch die Auslegung des Rechts war.
Nach Ablauf ihres Amtsjahres wurden die Archonten auf Lebenszeit Mitglieder des Adelsrates (Areopag).
In der Ordnung von Solon soll das Archontat das höchste Exekutivgremium geblieben sein. Laut Aristoteles, der rund zwei Jahrhunderte später über Solons Verfassung von 594/593 v. Chr. berichtete, wurden die Archonten ausgelost aus je zehn Personen, die die vier Phylen nominierten.  Zugang zum Archontat hatte nur die erste von vier Einkommensklassen. Durch die Reform der attischen Demokratie unter Kleisthenes von (508/507 v. Chr.) erhielt auch die zweite Klasse Zugang. Jedoch verloren die Archonten an Bedeutung. Sie wurden nun von der Volksversammlung (Ekklesia) gewählt. Seit dem Archontat des Themistokles (487/486 v. Chr.) wurden die Archonten per Los bestimmt und 30 Jahre später unter Perikles wurde das Amt auch für die dritte Einkommensklasse geöffnet (möglicherweise auch die vierte), was Kämpfe um das Amt verhinderte, das Amt jedoch seiner politischen Bedeutung beraubte. Diese ging nun auf die gewählten Militärbefehlshaber, die zehn Strategen, über. Durch den erweiterten Zugang zum Archontat wurde auch der Areopag, in den die Archonten automatisch nach ihrer Amtszeit aufrückten, demokratisiert.